# Ершовский
Ершовский — посёлок в Кизильском районе Челябинской области России. Входит в состав Новоершовского сельского поселения.

## История
Основан в XIX веке. Назван в память об офицере русской армии, губернаторе и наказном атамане Оренбургского казачьего войска Владимире Ивановиче Ершове.

## География
Расположено на юго-западе области, у впадении реки Малой Караганкаи в Большую Караганкеу, в 330 км на юго-запад от областного центра города Челябинска и в 30 км от районного центра села Кизильского.
Две улицы: Уральная и Центральная.

## Население
| 2002 | 2010 |
| ---- | ---- |
| 219  | ↘174 |